# Voria operosa
Voria operosa là một loài ruồi trong họ Tachinidae.